# Corbera de Llobregat
Corbera de Llobregat é um município da Espanha, na comarca de Baix Llobregat, província de Barcelona, comunidade autónoma da Catalunha. Tem 18,4 km² de área e em 2021 tinha 15 017 habitantes (densidade: 816,1 hab./km²).